# Социалистическая народная партия (Мексика)
Социалистическая народная партия (исп. Partido Popular Socialista) — левая, вначале социалистическая, затем коммунистическая партия Мексики. Была основана профсоюзным лидером и марксистским теоретиком Висенте Ломбардо Толедано в 1948 году под названием Народная партия (Partido Popular).

## История

### Создание Народной партии
Ломбардо Толедано, исторический лидер Конфедерации трудящихся Мексики (КТМ, Конфедерации мексиканских рабочих), решил создать новую партию в ответ на все более прокапиталистическую и коррумпированную политику правящей Институционально-революционной партии (ИРП).
В учреждённую в июне 1948 года Народную партию входили представители рабочего класса, мелкой буржуазии, интеллигенции, студенчества, крестьянства. Её поддерживали профсоюзы горняков, нефтяников и железнодорожников, но лидеры КТМ остались лояльны ИРП, и потенциальная электоральная сила новой партии была подорвана административным давлением ИРП.
В итоге на выборах президента Мексики в 1952 году баллотировавшийся от Народной партии Ломбардо Толедано, к тому моменту известный деятель международного профсоюзного движения, набрал лишь 2 % голосов. А когда в 1949 году на выборах губернатора Соноры победил кандидат СНП Нарсисо Басольс, правительство ИРП отказалось признавать его победу, взамен предлагая СНП один депутатский мандат — такой сомнительный компромисс побудил Басольса покинуть пост вице-президента партии. Однако на парламентских выборах 1964 года Социалистическая народная партия смогла провести в парламент 10 депутатов.

### Преобразование в СНП. Программные принципы
В 1960—1961 годах партия переименовалась в Социалистическую народную (в некоторых источниках Народно-социалистическую) и приняла марксизм-ленинизм в качестве своей идеологической линии. Таким образом, она стала единственной легальной допущенной до выборов силой коммунистического толка до возвращения регистрации Мексиканской коммунистической партии благодаря политической реформе 1977 года.
В своей деятельности на этом этапе СНП руководствовалась программой, принятой на III съезде партии (октябрь 1960), и «Программной декларацией» с III чрезвычайного съезда (ноябрь 1963). В программе указывалось, что СНП «преследует цель изменить господствующий в Мексике социальный строй, чтобы установить вместо него социалистическую систему», причём этой цели можно добиться мирно, без обострения классовой борьбы, парламентским путём законодательных и административных преобразований. В числе последних подразумевались, в частности, национализация крупных предприятий, контроль государства над деятельностью иностранного капитала, расширение аграрной реформы.
В области международных отношений в целом поддерживала антиимпериалистический курс Движения неприсоединения, критикуя прежде всего американский империализм (за вмешательства в дела латиноамериканских стран, Вьетнамскую войну и т. д.) и ратуя за независимый внешнеполитический курс правительства, мирное сосуществование стран противостоящих военно-политических блоков, развитие отношений с СССР, его союзниками и революционной Кубой.

### «Лояльная оппозиция» и упадок
Однако со временем руководство СНП, призывавшее «действовать вместе с позитивными элементами, находящимися как внутри правительства, так и вне его», становилось всё менее критично по отношению к ИРП (считая, что в её лице в Мексике у власти находится мелкая и средняя национальная буржуазия, а борьба в стране «ведётся главным образом между государственным и иностранным капиталом»). Зачастую партия ограничивалась лишь призывами к правящим кругам разрешать противоречия, которые являются причиной социальных конфликтов.
За это партию в последующие годы часто критиковали как «лояльную оппозицию», поддерживавшую статус-кво и провластных кандидатов на президентских выборах (включая Мигеля де ла Мадрида, в итоге проводившего неолиберальные реформы в Мексике). Так, в 1975 году, столкнувшись с весьма вероятной победой кандидата от СНП на пост губернатора Алехандро Гаскона Меркадо, президент партии Хорхе Крукшанк Гарсия согласился с подтасовкой результатов выборов в пользу кандидата ИРП в обмен на место в Сенате для себя (что сделало его первым сенатором не из ИРП в современной истории Мексики). Партия получила прозвище «Ni, ni, ni» — «НЕ партия, НЕ народная и тем более НЕ социалистическая».
Это привело к отколу в декабре 1976 года левого крыла (Социалистической народной партии большинства), сформировавшего в 1977 году Партию мексиканского народа (ПМН), которая в 1981 году объединилась с компартией и двумя другими левыми партиями в Объединённую социалистическую партию Мексики (ОСПМ). После неолиберального поворота правительства и сама СНП встала в более решительную оппозицию и стала искать альянсов с остальными левыми. В 1988 году вместе с Социалистической и Подлинной партией Мексиканской революции вошла в Национально-демократический фронт и выдвинула в президенты Куаутемока Карденаса, однако отказалась участвовать в создании тем Партии демократической революции.

### Современное положение
Традиционное политическое пространство СНП (то есть слева от ИРП) с 1989 года было занято Партией демократической революции, а затем Движением национального возрождения. В итоге, в 1990-х влияние СНП сошло на нет, и партия утратила свою регистрацию в качестве национальной политической партии в 1997 году, хотя в настоящее время она зарегистрирована как национальная политическая ассоциация под названием Popular Socialista.
В 1997 году от СНП откололась партия со схожим названием (Социалистическая народная партия Мексики), также претендующая на роль истинных преемников партии Ломбардо Толедано.

## Структура
Молодежная организация СНП — Социалистическая народная молодежь — пользовалась определенной автономией, но по существу являлась составной частью партии. СНП строится по производственно-территориальному принципу. Её основой являются первичные организации, а высшим органом — Национальная ассамблея (съезд); в период между съездами работой партии руководят ЦК и его исполнительный орган — Национальное руководство. СНП издавала теоретический журнал «Nueva democracia» («Нуэва демокрасия», дважды в месяц), а также журнал «Viva Mexico» («Вива Мехико») и информационный бюллетень.

## Президенты партии
- (1948—1968): Висенте Ломбардо Толедано
- (1968—1989): Хорхе Крукшанк Гарсия
- (1989—1997): Индалесио Саяго Эррера
- (1997): Мануэль Фернандес Флорес

## Кандидаты в президенты
На президентских выборах СНП поддерживала следующие кандидатуры:
- (1952): Висенте Ломбардо Толедано
- (1958): Адольфо Лопес Матеос (в союзе с PRI и PARM)
- (1964): Густаво Диас Ордас (в союзе с PRI и PARM)
- (1970): Луис Эчеверрия Альварес (в союзе с PRI и PARM)
- (1976): Хосе Лопес Портильо (в союзе с PRI и PARM)
- (1982): Мигель де ла Мадрид (в союзе с PRI и PARM)
- (1988): Куаутемок Карденас Солорсано (в союзе с PARM , PFCRN  и PMS  — Национально-демократический фронт)
- (1994): Марсела Ломбардо Отеро